# Heribert Jacke
Heribert Jacke (* 15. November 1949 in Wuppertal; † 25. März 2022) war ein deutscher Forstwissenschaftler und Professor an der Georg-August-Universität Göttingen.

## Leben
Er studierte zunächst Physik und ab 1973 Forstwissenschaften in Göttingen. Er war wissenschaftlicher Assistent bei Siegfried Häberle am Institut für Waldarbeit und Forstmaschinenkunde. 1980 wurde er der Universität Göttingen promoviert. Nach dem Referendariat in der Niedersächsischen Landesforstverwaltung war er Leiter der Waldarbeitsschule des Landes Nordrhein-Westfalen in Neheim-Hüsten. Von 2000 bis 2015 war er an der Georg-August-Universität Göttingen Professor und Leiter des Instituts für Forstliche Arbeitswissenschaft und Verfahrenstechnologie.
Heribert Jacke lehrte und publizierte in den Bereichen Forstliche Arbeitswissenschaft, Forstmaschinenkunde und Verfahrenstechnik. Ein Schwerpunkt seiner Forschung waren Studien zur Interaktion von Reifen und Boden, insbesondere bezüglich der Verteilung des Kontaktflächendrucks unter Reifen und Bändern. Hierbei entstand der zur Qualitätssicherung von Forstmaschinen eingesetzte Druckkalkulator PrAllCon. Jacke leitete das vom Bundesministerium für Bildung und Forschung (BMBF) geförderte Forschungsprojekt CTI-Systeme beim Rohholztransport in Deutschland: Analyse der Anforderungen, Adaption der Technologie und Untersuchung möglicher Einsparpotentiale (Projektzeitraum: Dezember 2008 bis November 2010).
Jacke engagierte sich in Arbeitsausschüssen des Kuratoriums für Waldarbeit und Forsttechnik und war Vorstandsvorsitzender der Gesellschaft für Forstliche Arbeitswissenschaft (GEFFA).

## Schriften (Auswahl)
- Zur Technik der Regressionsrechnung bei der Analyse forstlicher Arbeitszeitstudiendaten. Univ. Göttingen, Forstl. Fak., Diss., 1980.
- mit Florian Zimmer: Verfahren zur Pflanzung von Waldbeständen: Methoden und Resultate einer ergometrisch ausgerichteten Arbeits-Feldstudie. Zeitschrift für Arbeitswissenschaft, Vol 67, S. 83–91, 2013.
- mit Andreas Ebel: Druckverteilung unter Forstreifen in: Landtechnik, S. 188–189, 2006. (Online pdf)
- Controlling nach Pflanzarbeiten. Forst & Technik, Jg. 23 (10), 2011, S. 20–22.
- Die zwei Herzen der Forstwirtschaft. Schweizerische Zeitschrift für Forstwesen, Jg. 162 (3), 2011, S. 90–91.
- mit F. Zimmer: Belastungen und Leistungen. Wald und Holz (8), 2011, S. 49–51.
- mit F. Zimmer: Lasten und Leistungen. Forst & Technik, Jg. 23 (4), 2011, S. 28–31.